# Malik ibn Anas
Mālik ibn Anas ibn Mālik ibn Abī 'Āmir al-Asbahī (Arabic: مالك بن أنس‎; 711–795 CE / 93–179 AH) este cunoscut drept „imamul Malik”, „Șeicul Islamului”, fiind unul dintre cei mai respectați învățați ai jurisprudenței islamice sunite. Shafi`i a fost unul dintre discipolii lui Malik timp de nouă ani spunea că “atunci când învățații sunt amintiți, Malik este steaua”. Școala malekită, care a fost numită după Mālik ibn `Anas, este una dintre cele patru școli ale jurisprudenței care aparține școlii sunite până în ziua de azi.

## Biografie
Numele lui întreg este Abu `Abdullah Mālik ibn `Anas ibn Mālik Ibn Abī 'Āmir Ibn 'Amr Ibnul-Hārith Ibn Ghaimān Ibn Khuthail Ibn 'Amr Ibnul-Haarith
Malik a fost fiul lui `Anas ibn Malik și al lui ‘Aliyah bint Shurayk al-`Azdiyya și s-a născut la Medina în anul 771. Familia lui era originară din tribul al-`Ashabi din Yemen, dar bunicul său s-a mutat cu familia sa în Medina după ce s-a convertit la Islam în al doilea an după Hegira. După spusele lui al-Muwatta, al-Malik era înalt, avea o statură impozantă, foarte corect, cu păr alb, barbă imensă și ochi albaștrii.

## Profesori
Faptul că locuia în Medina i-a oferit acces la unele din cele mai învățate minți ale Islamului. A memorat Coranul când era tânăr, învățând să recite de la `Abu Suhail Nafi' ibn 'Abd ar-Rahman, de la care a primit `ijaza sau autorizația și permisiunea de a preda altora. A studiat de la de la diverși învățați faimoși, inclusiv Hisham ibn `Urwah, Ibn Shihab al-Zuhri, Abu Hanifa, întemeietorul școlii hanefite și Shî`î Imâm Jafar al Sadiq. Acest lucru poate explica respectul mutual și pacea care au existat adesea între cele două școli, hanefită și malekită pe de-o parte și șiiți pe cealaltă parte.

## Lanțul de aur
Lanțul de aur al naratorilor lui Malik a fost considerat a fi cel mai veridic și a fost numit Silsilat ul-dhahab de către învățați foarte cunoscuți cum ar fi Muhammad al-Bukhari . “Lanțul de aur” al narării constă în nararea lui Malik, care a narat de la Nafi', care a narat de la Ibn Umar, care a narat de la Muhammad însuși.

## Mențiunea hadith-ului
Se pare că profetul Muhammad a spus într-un hadith proclamat ca fiind veridic de către Muhammad ibn `Isa at-Tirmidhi următoarele: “Foarte curând oamenii vor zori cămilele în căutarea cunoașterii, însă nu vor gasi pe cineva care să cunoască mai multe decât înzestratul învățat al Medinei.” Qadi Ayyad, Al-Dhahabi, Sufyan ibn `Uyaynah, ‘Abd ar-Razzaq as-San‘ani, Ibn Mahdi , Yahya ibn Ma'in, Dhu’ayb ibn `Imama, Ibn al-Madini, și mulți alții consider că Malik ibn `Anas este acel învățat despre care pomenește Muhammad.

## Reticența în oferirea verdictelor religioase
Malik a profitat de faptul că a fost contemporan cu mulți dintre Tabi‘in  (adepții musulmani contemporani însoțitorilor lui Muhammad) pentru a-și forma propria școală de gândire, fapt care ar fi oferit întâietate faptelor medinezilor asupra hadithelor dacă acestea se contraziceau. Acest lucru a luat naștere datorită numărului de învățați și însoțitorilor lui Muhammad care locuiau in orașul în care reputația lui Malik a avut o ascensiunea considerabilă. Însă Malik ezita atunci când trebuia sa ofere verdicte religioase, explicând în unul dintre faimoasele lui discursuri faptul că scutul învățaților este “Nu știu”, astfel că dacă îl neglijează, spusele sale pot fi atacate.

## Interpretarea textuala a hadith-urilor pe baza însușirilor lui Dumnezeu
Malik a devenit adeptul interpretării textuale a hadith-urilor în ceea ce privește însușirile lui Dumnezeu. Al-Daraqutni spune că Malik a fost întrebat despre însușirile lui Dumnezeu, iar Malik a răspuns: “Transmite-le mai departe după cum ți se transmit”. În plus, Qadi Iyad spune că Malik a fost întrebat dacă oamenii se îndreaptă către Dumnezeu având în vedere nararea, “Și unele fețe vor străluci și vo radia în acea zi privindu-și Domnul”. Malik a răspuns: “Da, cu ochii aceștia ai lui”, iar discipolii lui au răspuns că “sunt persoane care spun că ei nu se vor uita la Allah și că “privitul” înseamnă o răsplată”, iar Malik a răspuns “Au mințit, se vor uita mai degrabă la Allah”.

## Opoziția față de bid'a sau inovație în credință
Malik s-a opus vehement ideii de bid'a (inovație) și chiar i-a îndrumat pe unii oameni să nu îi învețe pe oamenii inovației salutul islamic de salam, spuând “cât de răi sunt Oamneii Răului, nu trebuie să ii felicităm”. Malik a explicat că “cel care stabilește o inovație în Islam, crezând că este o faptă bună, susține de fapt că Muhammad i-a trădat încrederea în transmiterea mesajului lui Dumnezeu cand spune că “astăzi eu am perfecționat pentru tine religia ta”. Și ceea ce nu făcea parte din religie atunci, nu face parte din ea nici acum”.

## Interzicereakalam-ului
Malik a interzis retorica teologică și discursul filozofic, la care se face referire drept kalam. Malik era de părere că discursul (kalam) își avea rădăcinile într-o doctrină eretică preluată și dezvolatată de către teologi controversați precum Jahm bin Safwan. Când a fost întrebat despre o persoană care practica discursul, el a răspuns “Își stabilește răutate prin kalam, iar daca kalam reprezenta cunoașterea, Însoțitorii și adepții contemporani lor ar fi vorbit despre asta, așa cum au vorbit despre reguli și norme”.

## Moartea
Imamul Malik a murit la vârsta de 84 de ani, la Medina, în anul 795 și a fost îngropat în faimosul cimitir Jannat ul-Baqi aflat lângă moscheea Nabawi. Ultimele cuvinte ale lui Malik au fost relatate de către Isma'il Ibn `Abi `Uways care a spus ‘”Malik s-a îmbolnăvit, așa că i-am întrebat pe unii din omanenii noștri ce a spus înainte de momentul morții. Și ei au spus “A recitat shahada, iar apoi a spus ”Preocuparea lor este legată de Dumnezeu, înainte și după”